# Nagroda Miasta Sanoka
Nagroda Miasta Sanoka – nagroda przyznawana od 1994 osobom bądź grupom, które przyczyniły się do promocji i rozwoju miasta.
Nagroda została ustanowiona Uchwałą Rady Miasta Sanoka z 31 maja 1993 i zgodnie z nią była przyznawana corocznie za rok poprzedni w trzech dziedzinach:
1. kultury i sztuki
2. literatury
3. sportu i turystyki.

W pierwszej kategorii była nagradzana twórczość dotycząca tematycznie Sanoka lub Ziemi Sanockiej za całokształt twórczości, dzieło wydane w danym roku bądź debiut; w drugiej kategorii są wyróżniane osiągnięcia w sporcie indywidualnym lub zespołowym na poziomie krajowym bądź międzynarodowym albo osiągnięcia w organizacji imprez sportowo-rekreacyjnym i promowanie turystyki, w trzeciej kategorii są nagradzane wybitne osiągnięcia w zakresie twórczości muzycznej, teatralnej, plastycznej architektonicznej oraz za upowszechnianie kultury i sztuki. Pomysłodawczynią i inicjatorką nagrody była Władysława Oberc.
W 2004 został uchwalony Regulamin Przyznawania Nagrody Miasta Sanoka, w myśl którego przewidziano kategorie nagradzania:
- literatura, nauka, sztuka, upowszechnianie kultury i sztuki, sport i turystyka;

w 2007 podjęto uchwały dotyczące Nagrody Miasta Sanoka, zgodnie z którymi wprowadzono kategorie:
- kultura i sztuka,
- działalność sportowa.

W 2011 ustanowiono Nagrodę Miasta Sanoka w dziedzinie Kultura i sztuka, tworząc dwie kategorię: twórczość artystyczna (literatura, sztuki wizualne, muzyka) oraz upowszechnianie kultury i sztuki (znaczące dokonania impresaryjne i/ lub organizatorskie, służące promowaniu kultury i sztuki na terenie
Miasta we wszystkich dziedzinach). 19 listopada 2020 Rada Miasta Sanoka podjęła uchwałę w sprawie warunków i trybu przyznawania Nagród Miasta Sanoka za szczególne osiągnięcia w dziedzinie "Kultura i Sztuka".

## Laureaci
(Lata wskazane na poniższej liście każdorazowo dotyczą roku, za który Nagroda Miasta Sanoka została przyznana laureatom)
- 1993[3][4][5]
  - w dziedzinie kultury i sztuki – I stopień: Romuald Biskupski (za upowszechnianie kultury), II stopień: Adam Dziok i Adam Kuliga oraz zespół pracowników Sanockiego Domu Kultury (za upowszechnianie kultury)
  - w dziedzinie literatury – nagrody nie przyznano
  - w dziedzinie sportu i turystyki – I stopień: Stefan Stefański (za promowanie turystyki), II stopień: Waldemar Wiszyński (za tytuł mistrza Polski juniorów w karate) oraz drużyna hokejowa STS Sanok (za zajęcie 5. miejsca w I lidze)
- 1994[6][7][8][9]
  - w dziedzinie kultury i sztuki – Chór św. Cecylii (za upowszechnianie kultury), Andrzej Smolik (za osiągnięcia w dziedzinie dydaktyki i popularyzacji muzyki)
  - w dziedzinie literatury – Marian Pankowski (za całokształt twórczości), Wojciech Sołtys (za dorobek w dziedzinie literatury historycznej), Tomasz Chomiszczak (za literacki debiut)
  - w dziedzinie sportu i turystyki – Witold Mazur (za całokształt dorobku sportowego w łyżwiarstwie szybkim), Waldemar Wiszyński (za całokształt dorobku sportowego w karate; po raz drugi)
- 1995[10][11][12][13]
  - w dziedzinie kultury i sztuki – Wiesława Skorek (za osiągnięcia z Formacją Tańca Towarzyskiego „Flamenco”), Zbigniew Osenkowski (za liczne prace plastyczne i publikacje związane z Sanokiem), Andrzej Romaniak (za upowszechnianie historii regionalnej)
  - w dziedzinie literatury – I stopień: Janusz Szuber (za twórczość poetycką), II stopień: Andrzej Brygidyn (za upowszechnianie historii regionalnej)
  - w dziedzinie sportu i turystyki – nagród nie przyznano
- 1996[14][15][16]
  - w dziedzinie kultury i sztuki – I stopień: Antoni Wojewoda (za całokształt twórczości), II stopień: Iwona Bodziak (za całokształt twórczości), III stopień: Tomasz Holizna i Maciej Kandefer (za osiągnięcia artystyczne)
  - w dziedzinie literatury – I stopień: Jan Skoczyński (za całokształt twórczości) oraz Halina Więcek (za debiut literacki)
  - w dziedzinie sportu i turystyki – Katarzyna Wójcicka (za osiągnięcia sportowe na szczeblu krajowym) i Marek Drwięga (trener, za przygotowanie młodzieży, w tym K. Wójcickiej)
- 1997[17][18][19]
  - w dziedzinie kultury i sztuki – I stopień: Janusz Podkul (za całokształt działalności i osiągnięć w zakresie choreografii), II stopień: Władysław Szulc (za osiągnięcia w zakresie fotografii i plastyki)
  - w dziedzinie literatury – I stopień: Edward Zając (za popularyzację wiedzy historycznej o Sanoku), II stopień: Barbara Bandurka (za udany debiut literacki w poezji)
  - w dziedzinie sportu i turystyki – I stopień: Czesław Radwański (za duży wkład w pracy wychowawczej, instruktorskiej z młodzieżą, jak również wysokie osiągnięcia w pracy trenerskiej hokeistów), II stopień: Ryszard Karaczkowski (za duży wkład pracy trenerskiej i doprowadzenie drużyny juniorek do półfinału mistrzostw Polski w 1997), III stopień: Anna Ryniak (brązowa medalistka mistrzostw Polski juniorów w kolarstwie górskim z 1997[20])
- 1998[21][22][23][24][25]
  - w dziedzinie kultury i sztuki – Romualda Grządziela, Maria Pilecka, Dominik Wania
  - w dziedzinie literatury – Janusz Szuber (po raz drugi)
  - w dziedzinie sportu i turystyki – Mariusz Boruta, Henryk Orzechowski, Ryszard Trzepizur
- 1999[26][27][28]
  - w dziedzinie kultury i sztuki – Tadeusz Turkowski (za całokształt twórczości artystycznej), Janina Lewandowska (za całokształt twórczości artystycznej)
  - w dziedzinie literatury – Halina Więcek (za opublikowanie tomiku poezji; po raz drugi), Jan Szelc (za osiągnięcia w dziedzinie literatury, za całokształt działalności kulturalnej)
  - w dziedzinie sportu i turystyki – Katarzyna Wójcicka (za osiągnięcia sportowe w łyżwiarstwie szybkim; po raz drugi), Tomasz Wawrzkiewicz (za osiągnięcia sportowe w hokeju na lodzie), Robert Kluska (za osiągnięcia sportowe w podnoszeniu ciężarów)
- 2000[29][30][31][32][33]
  - w dziedzinie literatury – Edward Zając (po raz drugi)
  - w dziedzinie sztuki – Marta Mielecka
  - w dziedzinie upowszechniania kultury i sztuki – Zbigniew Koziarz, Franciszek Oberc, Tadeusz Ortyl
  - w dziedzinie sportu – Edward Pilszak
- 2001[34][35][36][37][38][39]
  - w dziedzinie kultury i sztuki – Antoni Wojewoda (po raz drugi), Artur Olechniewicz, Marian Jarosz, Monika Brewczak i Zespół Wokalny „Soul”, Orkiestra Jednej Góry Matragona
  - w dziedzinie sportu i turystyki – Eugeniusz Czerepaniak, Zygmunt Futyma, Artur Szychowski
- 2002[40][41][42]
  - w dziedzinie kultury – Maria Kępa, Grażyna Dziok, Elżbieta Przystasz
  - w dziedzinie sztuki – Jerzy Wojtowicz
  - w dziedzinie literatury – Roman Bańkowski
  - w dziedzinie sportu i turystyki – Arkadiusz Burnat
  - nagroda specjalna: Jacek Sawicki (za zasługi w sponsorowaniu sanockiego sportu)
- 2003[43][44]
  - w dziedzinie upowszechniania kultury, sztuki, nauki – Andrzej Smolik (po raz drugi), Wiesław Banach[45], Wiesława Skorek (po raz drugi), Maria Gajda,
  - w dziedzinie upowszechniania sztuki – Sławomir Woźniak
  - w dziedzinie upowszechniania nauki – Franciszek Oberc (po raz drugi)
  - w dziedzinie upowszechniania sportu i turystyki – Tomasz Demkowicz (za całokształt działalności sportowej i trenerskiej)[46]
- 2004[47][48]
  - w dziedzinie upowszechniania kultury i sztuki – Andrzej Olejko, Leszek Puchała, Kazimierz i Ludmiła Patałowie, Tomasz Tarnawczyk, Chór św. Cecylii (po raz drugi) i Antoni Wojewoda (po raz trzeci)
  - w dziedzinie upowszechniania sportu i turystyki – Ryszard Długosz, Paweł Górniak, Maria Szuber
- 2005[49]
  - w dziedzinie upowszechniania kultury i sztuki – Iwona Bodziak, Grzegorz Miszczyszyn, Benedykt Gajewski, Elżbieta Wesołkin[50][51]
  - w dziedzinie upowszechniania sportu i turystyki – Zygmunt Keller, Albert Rydzik, Czesław Babiarz, Janusz Jagoda, Ryszard Wojnarowski
- 2006[52]
  - w dziedzinie upowszechniania kultury i sztuki – Włodzimierz Marczak, Andrzej Romaniak (po raz drugi) i Krzysztof Kaczmarski (obaj za sesję naukową i książkę pt. Powiat sanocki w latach 1944–1956), Anna Strzelecka, Anna Maria Pilszak, Zdzisław Twardowski, Piotr Graboń, Roman Brodzicki, Monika Brewczak i Zespół Wokalny „Soul” (po raz drugi)[a]
- 2007[53]
  - w dziedzinie upowszechniania kultury i sztuki – Bartłomiej Rychter, Jerzy Ginalski, Mariola Węgrzyn-Myćka
- 2008[54]
  - w dziedzinie upowszechniania kultury i sztuki – Jolanta Mazur-Fedak, Bartosz Głowacki, Janusz Podkul (po raz drugi)
  - w dziedzinie upowszechniania sportu i turystyki – Tomasz Bobala
- 2009[55]
  - w dziedzinie twórczość artystycznej – Jolanta Jastrzębska-Jakiel
  - w dziedzinie upowszechniania kultury i sztuki – Janusz Ostrowski
  - w dziedzinie działalności sportowej – Maciej Biega
- 2010 (w 2011 nie przyznano nagrody za rok 2010)[55]
- 2011[56][57]
  - w dziedzinie kultura i sztuka:
    - w kategorii upowszechnianie kultury i sztuki: Angela Gaber, Tomasz Chomiszczak (po raz drugi)
    - w kategorii twórczość artystyczna: Konrad Oklejewicz, Tomasz Sowa
- 2012[58]
  - w dziedzinie kultura i sztuka:
    - w kategorii upowszechnianie kultury i sztuki: Katarzyna Naleśnik, Chór „Gloria Sanociensis”
    - w kategorii twórczość artystyczna: Artur Andrus, Przemysław Pankiewicz
- 2013[59]
  - w dziedzinie kultura i sztuka:
    - w kategorii twórczość artystyczna: Grażyna Dziok (po raz drugi), Rafał Pałacki
    - w kategorii upowszechnianie kultury i sztuki: Sławomir Woźniak (po raz drugi), Tomasz Szwan, Teatr PP
- 2014[60][61]
  - w dziedzinie kultura i sztuka:
    - w kategorii twórczość artystyczna: Zuzanna Dulęba i Maria Korzeniowska, Zespół Wokalny „Soul” (po raz trzeci)
    - w kategorii upowszechnianie kultury i sztuki: Grażyna Bartkowska, Janusz Ostrowski
- 2015[62][63]
  - w dziedzinie kultura i sztuka, w kategorii twórczość artystyczna – Tomasz Mistak, Konrad Oklejewicz, zespół Creative Quintet
- 2016[64][65]
  - w dziedzinie kultura i sztuka: Katarzyna Długosz-Dusznik, Wojciech Wesołkin, Fundacja Sanocka Młodzieżowa Orkiestra Dęta „Avanti” (w kategorii upowszechnianie kultury i sztuki), Tomasz Chomiszczak (w kategorii twórczość artystyczna w zakresie literatury za całokształt twórczości; po raz trzeci), Robert Handermander (w kategorii twórczości artystycznej w zakresie muzyki)
- 2017[66][67]
  - w dziedzinie kultura i sztuka: Arkadiusz Andrejkow, Monika Brewczak, Łukasz Kot, Grzegorz Maliwiecki, Zbigniew Osenkowski (po raz drugi), Sławomir Woźniak (po raz trzeci)
- 2018[68]
  - w dziedzinie kultura i sztuka: Robert Bańkosz, Maciej Harna, Marianna Jara, Sylwester Stabryła, zespół Cassiopeia
- 2019[69]
  - w dziedzinie kultura i sztuka: Waldemar Szybiak (w kategorii upowszechnianie kultury i sztuki), Adam Gromek (w kategorii twórczość artystyczna)
- 2020[70]
  - w dziedzinie kultura i sztuka: Robert Handermander (w kategorii upowszechnianie kultury i sztuki), Agata Kielar-Długosz (w kategorii twórczość artystyczna, w zakresie muzyka), Joanna Szostak-Rogoz (w kategorii upowszechnianie kultury i sztuki), Dawid Siwiecki (w kategorii twórczość artystyczna, w zakresie muzyka), Dorota Walczak-Delanois (w kategorii upowszechnianie kultury i sztuki)
- 2021[71]
  - w dziedzinie kultura i sztuka: Laura Pietryka (w kategorii twórczość artystyczna, w zakresie muzyka), Tomasz Tarnawczyk (w kategorii upowszechnianie kultury i sztuki; po raz drugi), zespół Wernyhora (w kategorii twórczość artystyczna, w zakresie muzyka)
- 2022[72]
  - w dziedzinie kultura i sztuka: Grażyna Dziok (w kategorii twórczość artystyczna, w zakresie muzyka; po raz drugi), zespół Raya Bell (w kategorii twórczość artystyczna, w zakresie muzyka), Daria Kosiek (w kategorii twórczość artystyczna, w zakresie muzyka), duet akordeonowy Filip & Kacper (w kategorii twórczość artystyczna, w zakresie muzyka)
- 2023[73][74]:
  - Jacek Lipiński, Wiesława Skorek (po raz trzeci), Jan Szczepan Szczepkowski, Elżbieta Przystasz (po raz drugi), Sanocki Chór Kameralny.